# Exército do Povo Paraguaio

Insígnia

O Exército do Povo Paraguaio (em castelhano:  Ejército del Pueblo Paraguayo, EPP) é um movimento de guerrilha comunista que orquestrou uma série de operações armadas, incluindo bombardeios, ataques incendiários, tiroteios e sequestros como parte de um sistema organizado de insurgência. Eles operam no norte do Paraguai, com a maioria dos incidentes ocorrendo no Departamento de Concepción, bem como nos departamentos vizinhos de Canindeyú e San Pedro. Acredita-se que o EPP tenha entre 50 e 80 membros.
Em março de 2012, o grupo era suspeito de realizar 27  operações separadas, com mais de metade delas ocorridas após janeiro de 2011. Estes incidentes resultaram na morte de pelo menos 16 pessoas — 9 civis e 7 policiais. Em dezembro de 2013, a revolta resultou na morte de pelo menos 33 civis e policiais, com um número desconhecido de mortos EPP cooperativas. Em meados de 2016, o número de mortes a partir da sublevação tinha superado 60, a maioria deles civis e policiais.

## Origem
O EPP começou como um desdobramento de outro grupo marginal radical, o Partido Pátria Livre. Após o PPL ter sido desmantelado pela polícia em 2005, vários membros decidiram formar um novo grupo com o qual continuar a luta armada.
De acordo com Carmen Villalba, membra da organização, o EPP é uma "organização revolucionária e político-militar" e de acordo com uma entrevista conduzida com a mesma em 2012, "O EPP é um [braço] desprendido do PPL. Iniciamos ali e formamos o braço armado. Sempre fomos do Pátria Livre, mesmo que isso tenha sido negado pelos dirigentes do partido".

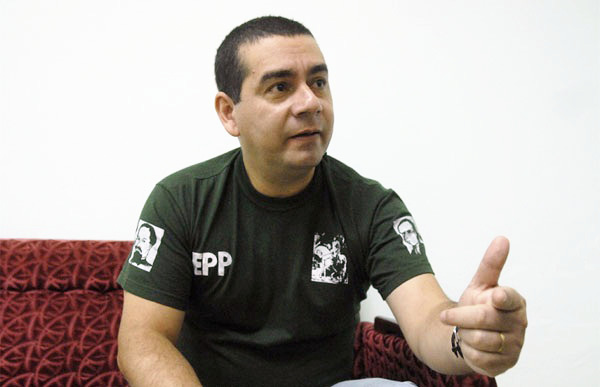
Alcides Oviedo Brítez, atual líder do EPP.

## Pontos de vista políticos e Ideologia
O Exército do Povo Paraguaio se define como marxista-leninista, e diz ser inspirado por José Gaspar Rodríguez de Francia, dito o "pai" da pátria paraguaia e considerado revolucionário pela EPP.
O EPP criticou o governo de Fernando Lugo, dizendo que ele ignorou o país, os problemas sociais e não implementaria a reforma agrária. Em 2012, o EPP declarou guerra ao gabinete de Federico Franco, descrevendo o impeachment de Fernando Lugo como um "roubo de colarinho branco". 
O estado Paraguaio descreve o grupo como uma organização terrorista.

## Controvérsias

### Relações com outras organizações
Sabe-se que pelo menos um líder chave das FARC, Orley Jurado Palomino, foi ao Paraguai para fornecer aconselhamento, formação e liderança operacional para o grupo insurgente.
Antes e durante o sequestro de Cecilia Cubas em 2004, foi alegado de que membros das FARC já estariam comunicando-se com o EPP e que teriam ajudado no planejamento do sequestro.